# حبل كهروديناميكي

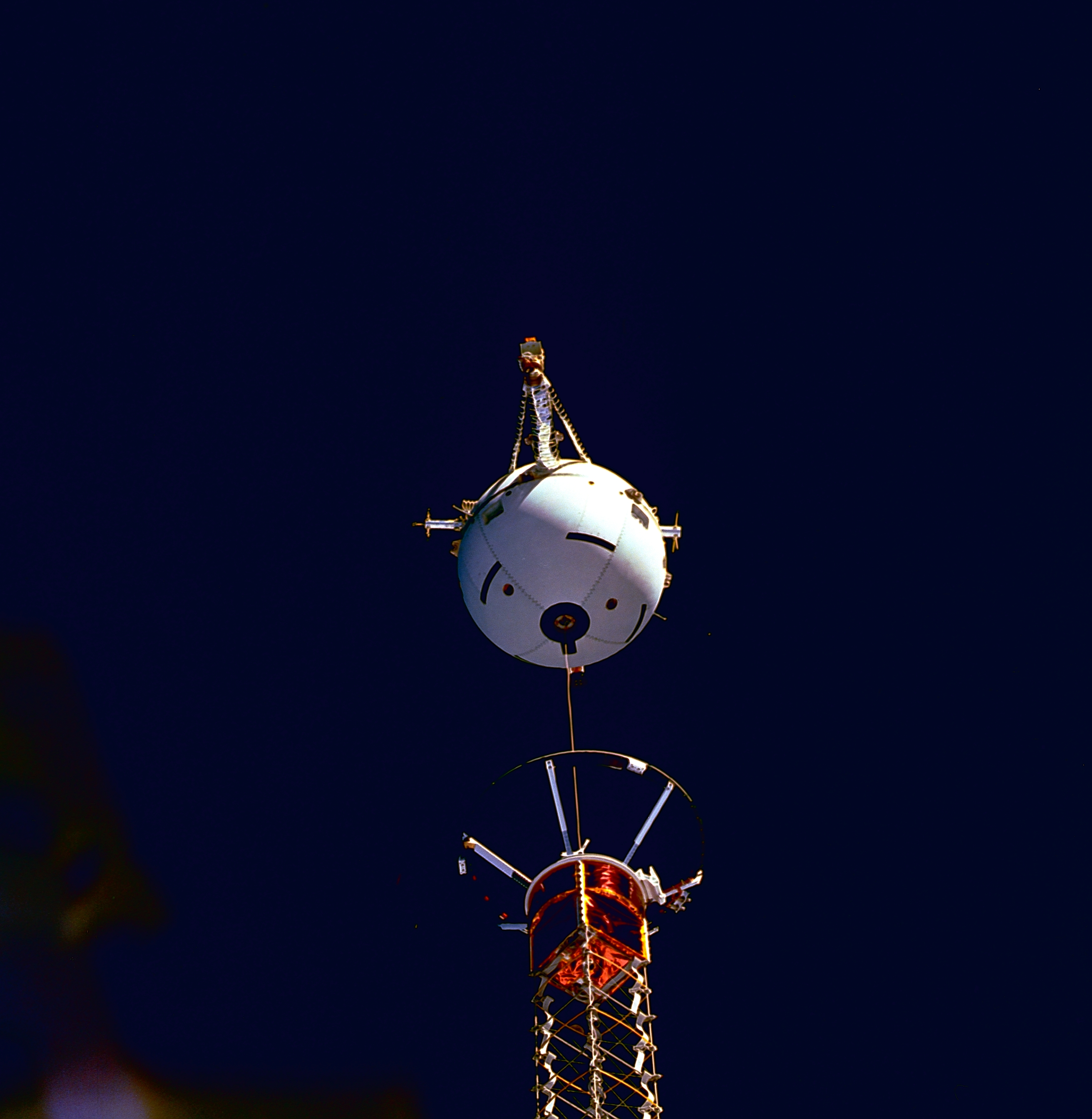

الحبال الكهروديناميكية (بالإنجليزية: Electrodynamic tethers)‏ هي أسلاك موصلة طويلة -مثل تلك الكابلات الطويلة المستخدمة للدفع في الأقمار الصناعية- والتي يمكن أن تعمل كمولدات وفقًا للمبادئ الكهرومغناطيسية عن طريق تحويل طاقتها الحركية إلى طاقة كهربائية، أو كمحركات عن طريق تحويل الطاقة الكهربائية إلى طاقة حركية. يولد الجهد الكهربائي عبر حبل موصل من خلال حركته عبر المجال المغناطيسي لكوكب الأرض. أظهرت عدد من المهمات وجود الحبال الكهروديناميكية في الفضاء، بالأخص «تي إس إس-1» و«تي إس إس-1 آر» وتجارب مولدات ومحركات البلازما.

## حبل الدفع
تستخدم المركبات الفضائية حبالًا قوية وطويلة لتغيير مداراتها. لدى هذه التقنية القدرة على جعل السفر إلى الفضاء أرخص. عندما يتم تطبيق التيار المستمر على الحبل؛ تتولد قوة لورنتز معاكسة لقوة المجال المغناطيسي، ويفرض الحبل قوة على المركبة، إذ يمكن استخدامه لتسريعها أو كبحها. حصلت شركة «ستار للبحث والتكنولوجيا» في عام 2012 على عقد قيمته 1.9 مليون دولار لتأهيل نظام الدفع بالحبال لإزالة المخلفات الفضائية.

## استخدامات الحبال الكهروديناميكية
حُدّدت على مر السنين العديد من التطبيقات للحبال الكهروديناميكية للاستخدام المحتمل في الصناعة، والأعمال الحكومية، والاستكشاف العلمي. بعض التطبيقات المحتملة المقترحة حتى الآن في مجال الكهروديناميك؛ توليد الطاقة الكهروديناميكية، وتوليد الدفع الكهروديناميكي، وفي مجال محطات الفضاء؛ مختبرات الجاذبية الصغروية، بعض هذه التطبيقات هي مفاهيم عامة، بينما البعض الآخر عبارة عن أنظمة موضحة جيدًا.

## أساسيات الحبال الكهروديناميكية
يُحدد الموصل المعدني الذي سيستخدم في الحبال الكهروديناميكية من خلال مجموعة متنوعة من العوامل. تشمل العوامل الأساسية عادة الموصلية الكهربائية العالية، والكثافة المنخفضة. تشمل العوامل الثانوية التطبيقات المنوي استخدامه فيها وتشمل التكلفة، والقوة، ونقطة الانصهار. تتولد قوة دافعة كهربائية عبر الحبل لأنه يتحرك ضمن مجال مغناطيسي حسب قانون فاراداي:
{\displaystyle V_{\mathrm {emf} }=\int _{0}^{L}\left({\vec {v}}_{\mathrm {orb} }\times {\vec {B}}\right)d{\vec {L}}.}
يُفترض أن نظام الحبل يدور في مدار الأرض ويتأثر بالمجال المغناطيسي لها. وبالمثل، إذا تدفق تيار في الحبل؛ ستنشئ قوة وفقًا لمعادلة قوة لورنتز:
{\displaystyle {\vec {F}}=\int _{0}^{L}I(L)\,d{\vec {L}}\times {\vec {B}}.}
يمكن استخدام هذه القوة الدافعة الكهربائية بواسطة نظام الحبل في وضع التشغيل الذاتي؛ لدفع التيار عبره وعبر الأحمال الكهربائية الأخرى (مثل المقاومات، والبطاريات)، وبث الإلكترونات من الطرف الباعث، أو جمع الإلكترونات من الجهة المقابلة. في وضع التعزيز؛ يجب أن تتغلب وحدات التزويد بالطاقة الموجودة على المركبة على القوة الدافعة الكهربائية لتدفع بالتيار في الاتجاه المعاكس، وبالتالي تولد قوة في الاتجاه المعاكس، وتعزز النظام.
على سبيل المثال، في مهمة «نظام النشر الفضائي المعتمد على أنظمة دفع صغيرة قابلة للنفاذ: بروسيدز» التابعة لوكالة ناسا على ارتفاع 300 كم، يكون المجال المغناطيسي للأرض في الاتجاه الشمالي الجنوبي نحو (0.18-0.32) غاوس وحتى نحو زاوية ميل (40) درجة، وتبلغ السرعة المدارية بالنسبة بالبلازما نحو 7500 م/ث. ينتج عن هذا جهد بفعل القوة الدافعة الكهربائية في حدود (35 – 250) فولت لكل كيلومتر من الحبل الذي بطول 5 كم. تحدد القوة الدافعة الكهربائية فرق الجهد عبر جسم الحبل الذي يتحكم في مكان تجميع الإلكترونات و/أو صدها. يأتي هنا دور نظام «بروسيدز» إذ يُضبط للسماح بجمع الإلكترونات في الجزء المنحاز إيجابيًا من الحبل، وإعادتها إلى الغلاف الأيوني في نهاية الحبل السفلى. 
يُولد تدفق الإلكترونات عبر طول الحبل في وجود المجال المغناطيسي للأرض قوة تُنتج دَفعة تساعد على كبح الحركة المدارية، كما هو موضح في المعادلة أعلاه. يشبه وضع التعزيز وضع كبح الحركة المدارية، باستثناء حقيقة أن مزود الطاقة عالي الجهد يُدرج على التوالي مع نظام الحبل بين الحبل والجزء الموجب الأعلى منه. يجب أن يكون جهد تزويد الطاقة أكبر من القوة الدافعة الكهربائية وعكسها قطبيًا، ما يدفع بالتيار في الاتجاه المعاكس، والذي بدوره يؤدي إلى شحن نهاية الطرف المرتفع بشحنه سالبة، في حين أن نهاية الطرف السفلى مشحونة بشحنة موجبة.
وللتأكيد على ظاهرة إلغاء التعزيز، تفحص في الشكل أدناه الرسم البياني لنظام حبل كهروديناميكي بدون عزل.
يمثل الجزء العلوي من المخطط (النقطة A)، طرف تجميع الإلكترونات، والجزء السفلي من الحبل (النقطة C) طرف انبعاث الإلكترونات. وبالمثل، يمثل جهد المصعد وجهد المهبط فرق الجهد من كلا طرفي الحبل إلى البلازما، و {\displaystyle V-V_{p}} هو فرق الجهد في أي مكان على طول الحبل بالنسبة للبلازما. وأخيرًا النقطة B هي النقطة التي يكون فيها جهد الحبل مساويًا للبلازما. يتغير موقع النقطة B اعتمادًا على حالة اتزان الحبل، والتي تُحدد بواسطة قانون كيرشوف للجهد:
{\displaystyle V_{\mathrm {anode} }+\int _{A}^{C}I(y)\,dR_{t}+R_{\mathrm {load} }I_{C}+V_{\mathrm {emit} }+V_{\mathrm {cathode} }=V_{\mathrm {emf} }}
وقانون كيرشوف للتيار:
{\displaystyle I_{AB}=I_{BC}+I_{C}}
تصف التيارات #رموز# على طول الحبل هنا الكسب في القيمة من النقطة أ إلى ب، والفقد في القيمة من النقطة ب إلى ج، والفقد في التيار عند النقطة ج، على التوالي. نظرًا لأن التيار يتغير باستمرار على طول الحبل؛ فإن الخسارة في الجهد بسبب مقاومة مادة الحبل الطبيعية تتمثل في {\displaystyle \textstyle \int _{A}^{C}I(y)\,dR_{t}} على طول جزء لا نهائي من الحبل، المقاومة {\displaystyle dR_{t}} مضروبة في التيار {\displaystyle I(y)} والذي يمر عبر هذا الجزء اللانهائي من الحبل هي الخسارة الأومية.
بعد تطبيق قانوني كيرشوف للجهد والتيار على النظام؛ ستؤدي النتائج لجهد وتيار جديدين على طول الحبل، كما هو موضح في المخطط أعلاه. يوضح هذا المخطط أنه يوجد انحياز إيجابي للجهد، ما يرفع من قيمة التيار المجموع من النقطة A من الحبل إلى النقطة B. يصبح {\displaystyle R_{\mathrm {load} }} أسفل هذه النقطة سالبًا ويبدأ جمع التيارات الأيونية. نظرًا لأن جمع كمية معتبرة من تيار الأيونات (لمنطقة معينة) يتطلب فرق جهد كبير؛ يُقلّل إجمالي التيار في الحبل بمقدار قليل. بعد ذلك وعند النقطة C، يُسحب التيار المتبقي في النظام من خلال حمل أوميّ {\displaystyle V_{\mathrm {emit} }}، وينبعث جهد من جهاز الانبعاث الإلكتروني {\displaystyle V_{\mathrm {cathode} }}، وجهد المهبط عبر غلاف البلازما {\displaystyle V-V_{p}}، ثم تُغلق حلقة جهد كيرشوف في الغلاف الأيوني حيث يكون فرق الجهد صفرًا.
نظرًا لطبيعة الأحبال الكهروديناميكية؛ فلا يمكن تعرية الأحبال بالكامل. ولرفع قدرة الدفع للنظام، يجب عزل جزء كبير من الحبل العاري. تعتمد كمية العزل هذه على عدد من المؤثرات، مثل كثافة البلازما، وطول الحبل، وعرضه، السرعة المدارية، وكثافة التدفق المغناطيسي للأرض.

## السفر بين النجوم
دُرس وبُحث في تطبيقات نظام الأحبال الكهروديناميكية للسفر بين النجوم باستخدام الوسط بين النجمي الفقاعة المحلية (تجويف في الوسط بين النجمي ضمن ذراع الجبار في مجرة درب التبانة والتي تحوي السحابة البينجمية المحلية وسحابة جي. يبلغ مقطعها ما لا يقل عن 300 سنة ضوئية). وُجد أنه من المعقول استخدام نظام الأحبال الكهروديناميكية لتوفير الطاقة على متن المركبة الفضائية بطاقم يتكون من 50 شخصًا مع لوازم تبلغ 12 كيلووات لكل شخص.